# Noa Kirel
Noa Kirel, ((héberül: קירל נועה), Ra'anana, 2001. április 10. – ) izraeli énekesnő, táncos, műsorvezető és modell. 2017 és 2022 között az MTV Europe Music Awards legjobb izraeli előadó díjának nyertese. Ő képviselte Izraelt a 2023-as Eurovíziós Dalfesztiválon, Liverpoolban, ahol a harmadik helyen végzett.

## Pályafutása
2015-ben jelent meg első dala, Medabim? címmel az interneten. A sikert követően ugyanebben az évben megjelent Killer című dala, amelynek provokatív videóklipje nagy feltűnést keltett az énekesnő fiatal kora miatt. 2016 végén megnyerte az év énekese díjat egy gyermekek által megválasztott díjátadón. 2017 februárjában Sagi Breitnerrel közösen vezette a Lipstar elnevezésű gyermek zenei műsort az izraeli kidZ csatornán. Novemberben megnyerte a legjobb izraeli előadónak járó díjat az MTV Europe Music Awards-on. 2018-ban az izraeli Got Talent egyik zsűritagja volt. Ugyanebben az évben ismét az MTV EMA legjobb izraeli előadója lett, ahogy a következő évben is. 2020-ban az Atlantic Records lemezkiadóval kötött szerződést, később pedig a WME-vel.
2021-ben jelent meg első nemzetközi dala, a Please Don't Suck. Pár hónappal később pedig a Bad Little Thing amelyet a Miss Universe verseny alatt is előadott. Ebben az évben sorozatban ötödjére nyerte el a legjobb izraeli előadó címet az MTV EMA-n.
2022. július 11-én az izraeli KAN műsorszolgáltató bejelentette, hogy őt választották ki, hogy képviselje Izraelt a következő Eurovíziós Dalfesztiválon. A kiválasztást augusztus 10-én erősítették meg, amikor Noa részt vett egy sajtótájékoztatón a KAN műsorszolgáltatóval. Először a május 9-én rendezett első elődöntőben versenyzett, ahonnan továbbjutott a május 13-i döntőbe és a harmadik helyen végzett.

## Diszkográfia

### Kislemezek
- Medabrim (2015)
- Killer (2015)
- Yesh Bi Ahava (2015)
- Hatzi Meshuga (2016)
- Rak Ata (2016)
- Ten Li Siman (2016)
- Kima'at Mefursemet (2017)
- Migibor Leoyev (2018)
- Ba Li Otcha (2018)
- Drum (2019)
- Ba Li Otcha (2019)
- Pouch (2019)
- SLT (2019)
- Im Atah Geve (2020)
- Yahalomim (2021)
- Please Don't Suck (2021)
- Bad Little Thing (2021)
- Thought About That (2022)

### Közreműködések
- Makom Leshinuy (2017, Avior Malsa)
- Etzel HaDoda VeHaDod (2017, Agam Buhbut)
- Tikitas (2017, Stephane Legar)
- Meusharim (2019, Dolli & Penn, Liran Danino)
- Million Dollar (2020, Shahar Saul)
- Ambulance (2020, Jonathan Mergui)
- Trilili Tralala (2021, Ilan Peled)
- Reashim (2021, Osher Cohen)